# Asenovo, Veliko Tărnovo
Asenovo (în bulgară Асеново) este un sat în comuna Strajița, regiunea Veliko Tărnovo,  Bulgaria. 

## Demografie
Componența etnică a satului Asenovo
     Turci (46,85%)
     Bulgari (43,71%)
     Nicio identificare (9,43%)
     Romi (0%)
La recensământul din 2011, populația satului Asenovo era de 636 locuitori. Nu există o etnie majoritară, locuitorii fiind turci (46,85%) și bulgari (43,71%). Pentru 9,43% din locuitori nu este cunoscută apartenența etnică.